# Sarah Vine
Sarah Rosemary Vine (Swansea, 16 aprile 1967) è una giornalista britannica.
Editorialista del Daily Mail dal 2013, dopo aver lavorato 15 anni per The Times.
Ex-moglie del conservatore Michael Gove, nel 2016 ha diffuso una mail privata in cui criticava Boris Johnson alla vigilia delle primarie del partito.